# Litsea longistaminata
Litsea longistaminata (H. Liu) Kosterm. – gatunek rośliny z rodziny wawrzynowatych (Lauraceae Juss.). Występuje naturalnie w Wietnamie oraz południowych Chinach – w południowej części Junnanu. 

## Morfologia
PokrójZimozielone drzewo dorastające do 10 m wysokości. Gałęzie są owłosione i mają brązowożółtawą barwę.
LiścieNaprzemianległe. Mają kształt od odwrotnie jajowatego do podłużnie odwrotnie jajowatego. Mierzą 15–25 cm długości oraz 4,5–11,5 cm szerokości. Są nagie. Nasada liścia jest klinowa. Blaszka liściowa jest o spiczastym wierzchołku. Ogonek liściowy jest omszony i dorasta do 10–20 mm długości.
KwiatySą niepozorne, jednopłciowe, zebrane po 5–6 w baldachy, rozwijają się w kątach pędów. Okwiat jest zbudowany z 6 listków o podłużnym kształcie. Kwiaty męskie mają 9 sterczących i owłosionych pręcików.
OwoceMają podłużny kształt, osiągają 17 mm długości i 8 mm szerokości.

## Biologia i ekologia
Roślina dwupienna. Rośnie w lasach mieszanych oraz zaroślach. Występuje na wysokości od 800 do 2000 m n.p.m. Kwitnie od grudnia do stycznia.